# Deutsche Botschaft Vientiane

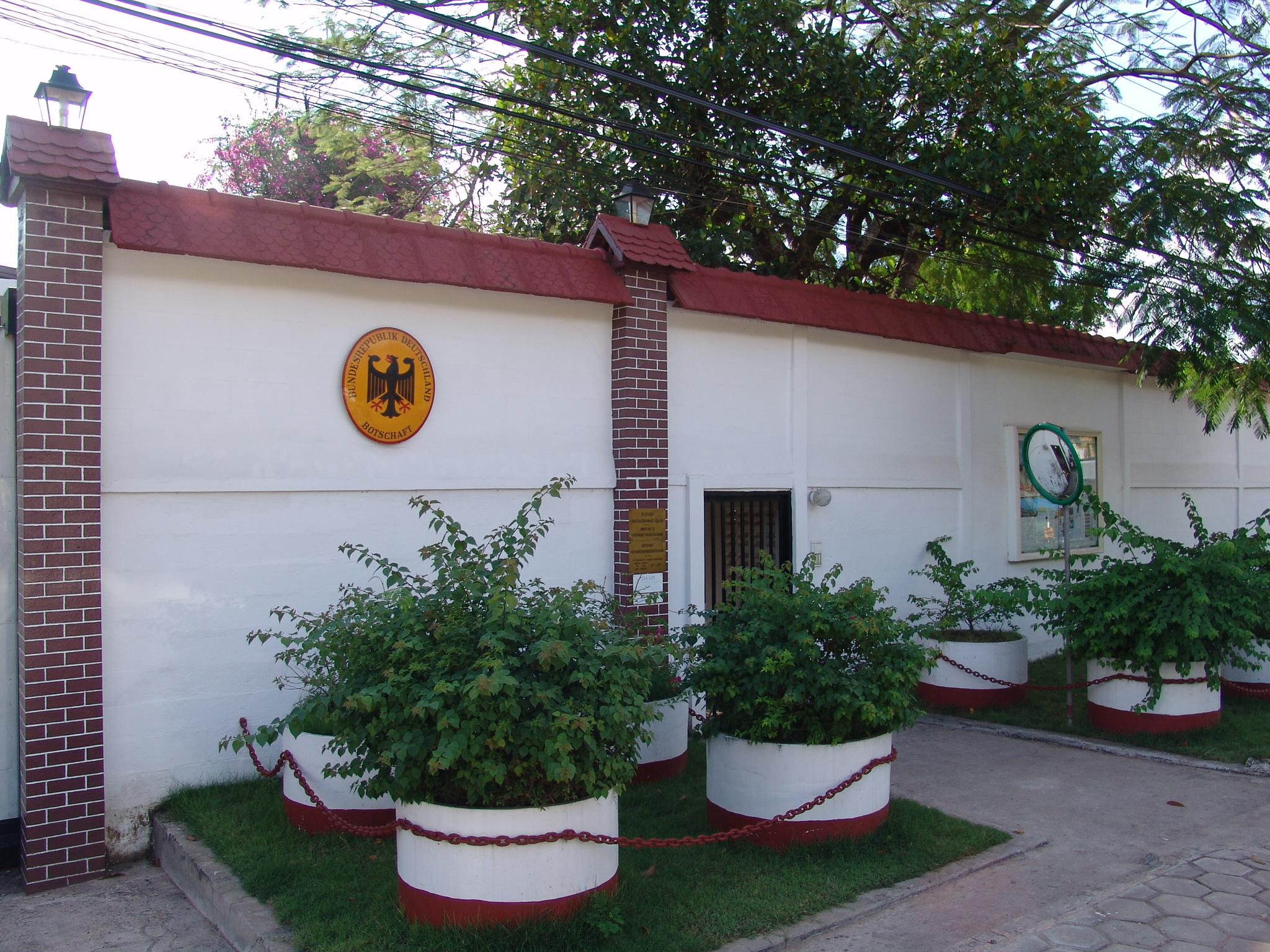
Eingang zur Botschaft Vientiane

Die Deutsche Botschaft Vientiane ist die diplomatische Vertretung der Bundesrepublik Deutschland in der Demokratischen Volksrepublik Laos.

## Lage und Gebäude
Die Deutsche Botschaft Vientiane befindet sich mit Kanzlei und Residenz des Botschafters im Distrikt Sisattanek im Süden des Zentrums der laotischen Hauptstadt Vientiane. Das Ufer des Mekong ist weniger als einen Kilometer entfernt. Die Straßenadresse lautet: Sokpalouang Road 26, Sisattanak District, Vientiane, Laos.
Das Außenministerium von Laos ist 4 km entfernt nördlich gelegen und sollte in der Regel in wenigen Minuten erreichbar sein. Der Flughafen Vientiane (Wattay International Airport) liegt in 9 km Entfernung westlich; die Fahrt dauert in der Regel eine knappe halbe Stunde. Einen Grenzübergang über den Mekong nach Thailand stellt die Erste Thailändisch-Laotische Freundschaftsbrücke (Asian Highway, AH12) mit der Thanaleng Border Crossing, 15 km östlich in einer knappen halben Stunde zu erreichen, dar.
Die Gebäude der Botschaft liegen auf einem rund 4000 m² großen Gelände. Die zweigeschossigen Hauptgebäude sind hinter einer knapp 3 m hohen Mauer, die die gesamte Liegenschaft umgibt, verborgen. Im Oktober 2010 wurde eine Solaranlage installiert, die die Stromversorgung der Vertretung auch bei Ausfall des lokalen Netzes sicherstellt.

## Auftrag und Gliederung
Die Deutsche Botschaft Vientiane hat den Auftrag, die deutsch-laotischen Beziehungen zu pflegen, die deutschen Interessen gegenüber der Regierung von Laos zu vertreten und die Bundesregierung über Entwicklungen in Laos zu unterrichten.
In der Botschaft werden die Sachgebiete Politik, Wirtschaft sowie Kultur und Bildung bearbeitet. In der Botschaft ist ein Referent für Entwicklungszusammenarbeit aus dem BMZ tätig. Seit dem Beginn der bilateralen Zusammenarbeit im Jahre 1963 betrugen die deutschen EZ-Leistungen an Laos bis 2021 über 500 Millionen Euro. Auf regionaler Ebene unterstützt die Bundesregierung die Mekong River Commission mit Sitz in Vientiane.
Das Rechts- und Konsularreferat der Botschaft unterhält eine Pass- und eine Visastelle. Es bietet konsularische Dienstleistungen für im Land ansässige deutsche Staatsangehörige an. Die Visastelle des Referats stellt Visa für laotische Staatsangehörige aus.

## Geschichte
Laos erlangte am 19. Juli 1949 die Unabhängigkeit von Frankreich. Die Bundesrepublik Deutschland nahm im Jahr 1958 diplomatische Beziehungen mit Laos auf. Die Botschaft Vientiane wurde am 11. Juni 1975 eröffnet.
Ebenfalls im Jahr 1975 eröffnete die DDR eine Botschaft in Vientiane. Diese wurde mit dem Beitritt der DDR zur Bundesrepublik Deutschland im Jahr 1990 geschlossen.